# Rudolf Marggraff
Rudolf Marggraff (* 28. Februar 1805 in Züllichau; † 28. Mai 1880 in Freiburg im Breisgau) war ein deutscher Kunsthistoriker und Schriftsteller.

## Leben
Marggraff studierte in Berlin Theologie, Philosophie und Naturwissenschaften. Danach wurde er Hauslehrer zweier Prinzen von Biron-Kurland und übernahm 1828 interimistisch das Rektorat der örtlichen Bürgerschule. Danach wandte er sich kunstgeschichtlichen Studien zu und veröffentlichte gleichzeitig zahlreiche Artikel in Zeitschriften.
Nach einer Reise nach Süddeutschland, die er gemeinsam mit seinem Bruder Hermann (1809–1864) unternahm, ließ er sich in München nieder. Dort wurde er 1841 als Professor der Kunstgeschichte und Ästhetik und zugleich als Generalsekretär an der Königlichen Akademie der bildenden Künste angestellt. 1855 wurde er emeritiert. Besondere Verdienste erwarb sich Marggraff durch seinen Katalog der älteren königl. Pinakothek. 
Marggraffs Tochter war die Schriftstellerin Amalie Baisch geb. Marggraff, die 1885 den Schriftsteller Otto Baisch heiratete. Dieser hatte während der 1870er Jahre in München Rudolf Marggraff kennengelernt, der eine geplante Biographie über Johann Christian Reinhart vor seinem Tod nicht mehr realisieren konnte. Die Familie stellte Marggraffs umfangreichen Vorarbeiten Otto Baisch zur Verfügung, der sie als Grundlage für seine 1882 veröffentlichte Biographie „Johann Christian Reinhart und seine Kreise“ verwendete.
Rudolf Marggraff starb im Alter von 75 Jahren am 28. Mai 1880 auf einer Reise zu Freiburg im Breisgau. Seine Urenkelin Hermine von Parish baute eine kostümkundliche Sammlung auf, die heute als Parish-Kostümbibliothek Teil des Münchner Stadtmuseums ist. Deren Grundstock bildete eine von Rudolf Marggraff angelegte Sammlung von Kostümbildern.

## Werke
- Erinnerungen an Albrecht Dürer und seinen Lehrer M. Wohlgemuth, eine Festgabe zur Enthüllungsfeier der Dürerstatue zu Nürnberg, 1840
- Kaiser Max I. und Albrecht Dürer, 1840
- Beschreibung der Ludwigskirche in München, 1842
- Münchens Kunstschätze und Merkwürdigkeiten, 1845
- Vor und nach dem Frieden von Villafranca, 1860
- Das ganze Deutschland soll es sein!, 1861